# Jean Bourrat
Pour les articles homonymes, voir Bourrat.
Jean Bourrat, né le 12 décembre 1859 à Saint-André (Pyrénées-Orientales) et mort le 4 août 1909 à Perpignan (Pyrénées-Orientales), est un homme politique français.

## Biographie
Diplômé de l'école des arts et métiers d'Aix-en-Provence, Jean Bourrat travaille dans l'administration des Ponts et chaussées de 1879 à 1896, affecté à la construction de lignes de chemins de fer. Conseiller municipal de Perpignan de 1888 à 1896, conseiller général du canton de Perpignan-Est de 1895 à 1909, il est député des Pyrénées-Orientales de 1896 à 1909, inscrit au groupe de la Gauche radicale-socialiste. En 1898, il est réélu face à Eugène Bardou. Il est membre de la commission des Travaux publics et des chemins de fer, sujet sur lequel il intervient beaucoup. Il est aussi président du parti radical-socialiste et grand maitre adjoint de la Grande Loge de France. 
Il est inhumé Cimetière Saint-Jacques à Perpignan, dans la même tombe que le journaliste Patrick Bourrat.

## Hommage
- Dans le square Jean-Bourrat à Perpignan est érigé un monument à sa mémoire avec un buste sculpté par Raymond Sudre en 1939 et inauguré en 1947[1].